# Hallig
En hallig er en uinddæmmet ø i Vadehavet, som oversvømmes af tidevandet. Den eneste danske hallig er Langli vest for Esbjerg. Halligen Jordsand ved Listerdyb syd for Rømø forsvandt i havet vinteren 1998/99 og betegnes nu som et højsand. Mandø var hallig, indtil den blev inddiget i 1937.
De fra 7 til 956 ha store halliger er delvis rester fra fastlandet eller høje, der ved de store stormfloder er blevet stående, og delvis aflejringer fra Nordsøen. På denne måde voksede f.eks Nordmarsch, Butwehl og Langeneß sammem til halligen Langeness. I middelalderen var der på grund af manglende eller dårlig kystsikring jævnlige oversvømmelser og dermed flere halliger.
Øens ejendomme er bygget på kunstige forhøjninger (værfter) for at være beskyttet mod tidevandet og stormflod. En del af halligerne har et lille sommerdige, som om sommeren beskytter de lavtliggende frugtbare græsningsarealer bag kystlinjen mod oversvømmelser. Der lever ikke mange mennesker på halligerne. De fleste lever af turisme, kystsikring og kvægavl.
De ti tyske halliger ligger i Nationalpark Slesvig-Holstensk Vadehavet, som tilbyder information og guidede vadehavsture. 
De dyrkede halliger Nordstrand Mor (på dansk også Nordstrandmose; ty: Nordstrandischmoor), Grøde (Gröde), Øland (Oland), Langenæs (Langeness) og Hoge (Hooge), er omgivet af parken, men ikke integreret i den. De mindre halliger Habel, Sydfald (Südfall), Sønderog (Süderoog), Nørreog (Norderoog) og Hamborg Hallig (Hamburger Hallig) er en del af nationalparken. 
Helligen i det danske vadehav er: 
- Langli – 80-82 ha, ubeboet (i den danske del af Vadehavet), naturvidenskabeligt referenceområde, Naturstyrelsen har en enkelt feltstation.

De nordfrisiske halliger er:
- Langenæs – 956 ha, 16 værfter, ca. 110 indbyggere.Smalsporet jernbaneforbindelse til Øland
- Hoge – 574 ha, 10 værfter, ca. 120 indbyggere
- Grøde – 277 ha, 2 værfter, 17 indbyggere
- Nordstrand Mor (Nordstrandmose) – 175 ha, 4 værfter, 18 indbyggere. Smalsporet jernbaneforbindelse til fastlandet. Lille skole
- Øland – 96 ha, 1 værft, ca. 30 indbyggere. Smalsporet jernbaneforbindelse til Langeness og fastlandet
- Sønderog – 60 ha, 1 værft, 2 indbyggere
- Sydfald – 50 ha, 1 værft med fuglereservat
- Hamborg Hallig – ca. 70 ha, 1 værft, kro om sommeren. Forbundet med fastlandet med en 4 km lang dæmning med indvundet marskland.
- Nørreog – 9 ha, fuglereservat med station, som er bemandet hele året
- Habel – 7 ha, 1 værft, ubeboet, fuglereservat med station, som er bemandet om sommeren.